# Záhoří u Miličína
Záhoří u Miličína (Duits: Sahorsch of Sahorsch bei Miltschin) is een Tsjechische plaats in de gemeente Miličín, regio Midden-Bohemen, en maakt deel uit van het district Benešov. Het dorp ligt op 2 kilometer afstand van Miličín.
Záhoří u Miličína telt 67 inwoners (2021).

## Geschiedenis
De eerste schriftelijke vermelding van het dorp dateert van 1379.
In 1960 werd Záhoří u Miličína, samen met Miličín, onderbracht in het district Benešov.

## Verkeer en vervoer

### Autowegen
Er leidt een regionale weg naar het dorp.

### Spoorlijnen
Er is geen station in Záhoří u Miličína. Het dichtstbijzijnde station is in Mezno, op drie kilometer afstand. Dat station ligt aan spoorlijn 220 (Praag -) Benešov - Tábor - České Budějovice. Het station werd, tezamen met de spoorlijn, in 1871 geopend.

### Buslijnen
Er is één bushalte in het dorp:
| Halte                     | Lijn(en) | Traject(en)                                | Vervoerder(s) |
| ------------------------- | -------- | ------------------------------------------ | ------------- |
| Záhoří u Miličína, Záhoří | 459 568  | Miličín - Mladá Vožice Miličín - Střezimíř | CŠAD Benešov  |

## Bezienswaardigheden
- Natuurmonument V olších

## Galerij

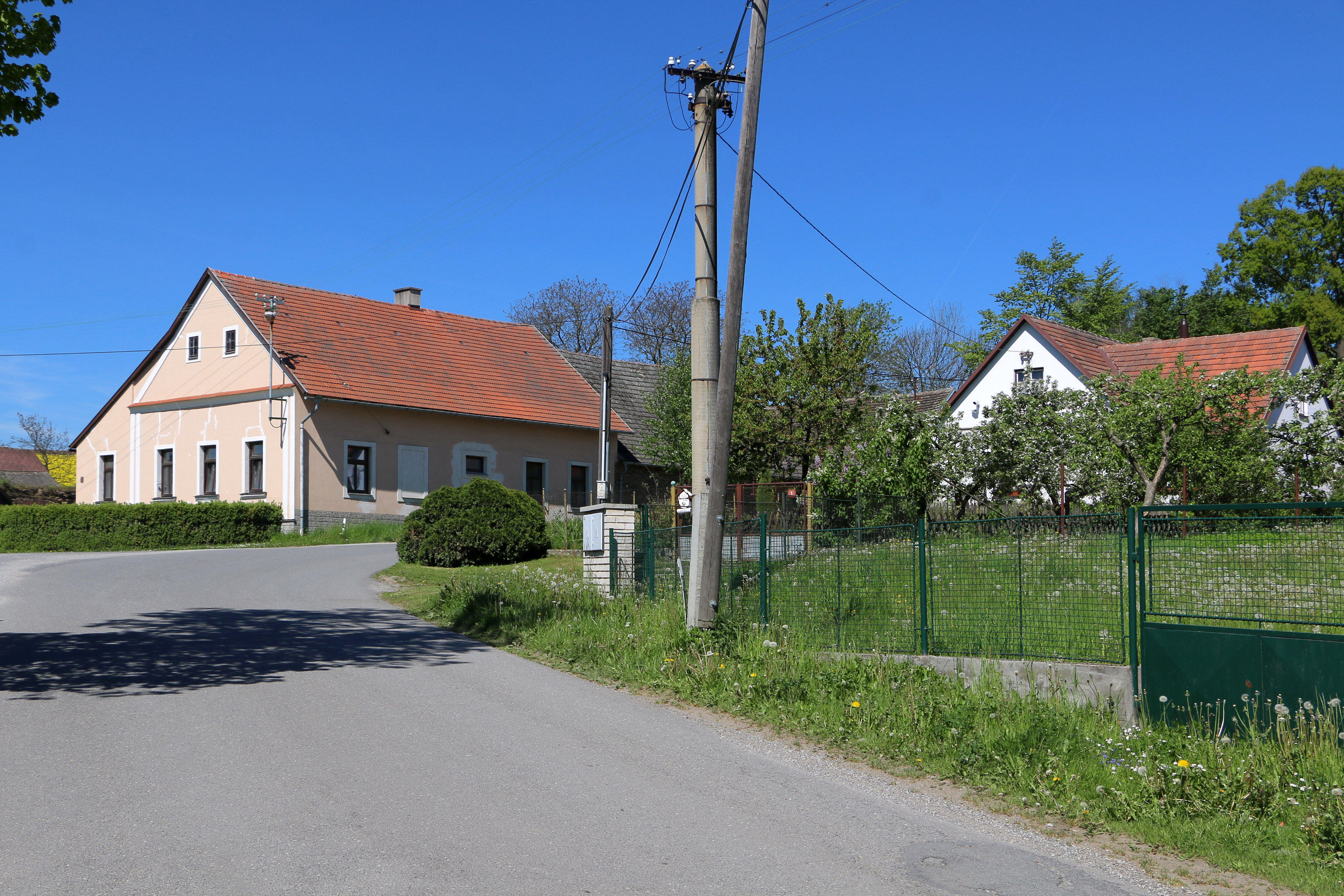
Huizen in het dorp (2017)
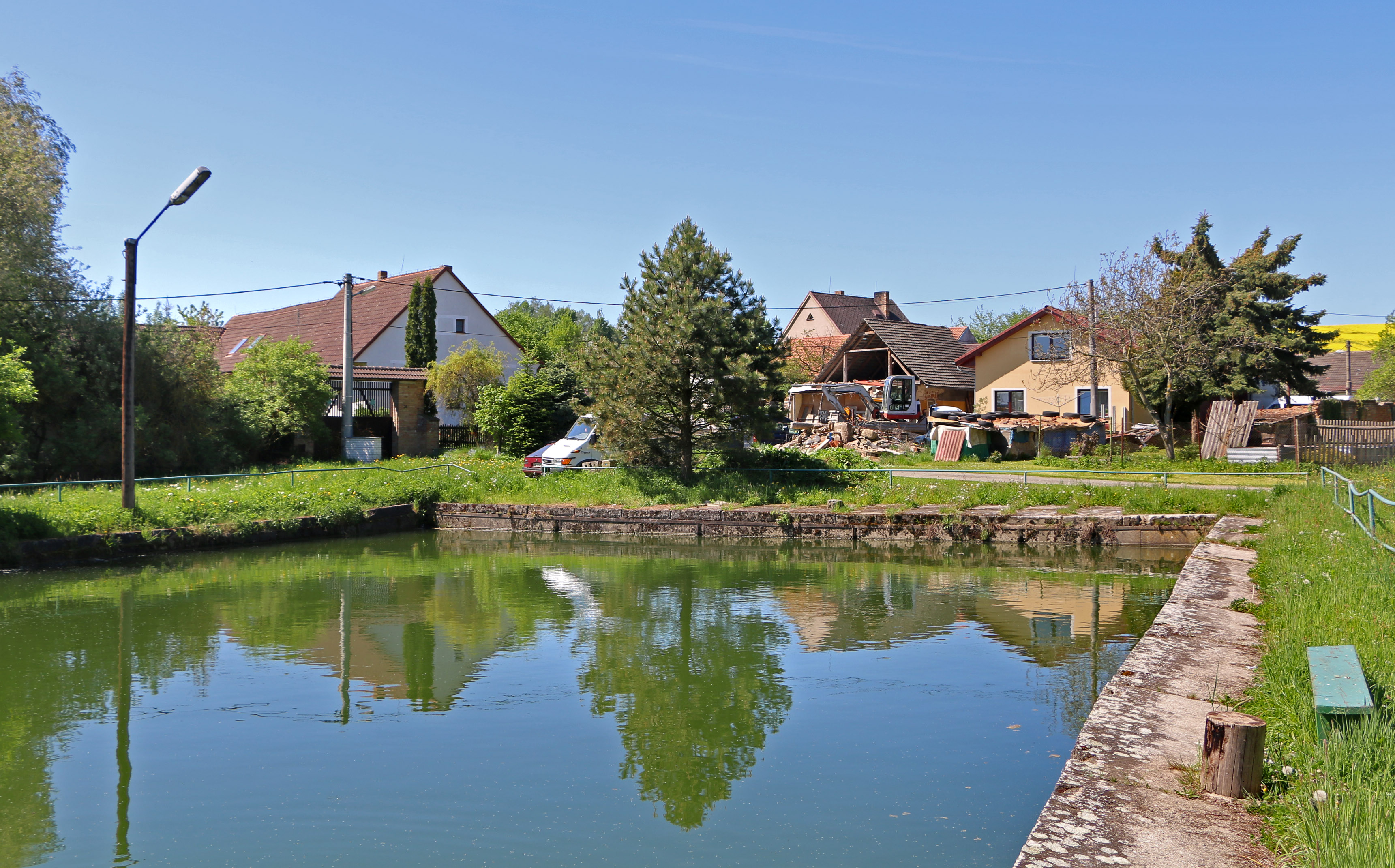
Huizen aan de dorpsvijver (2017)
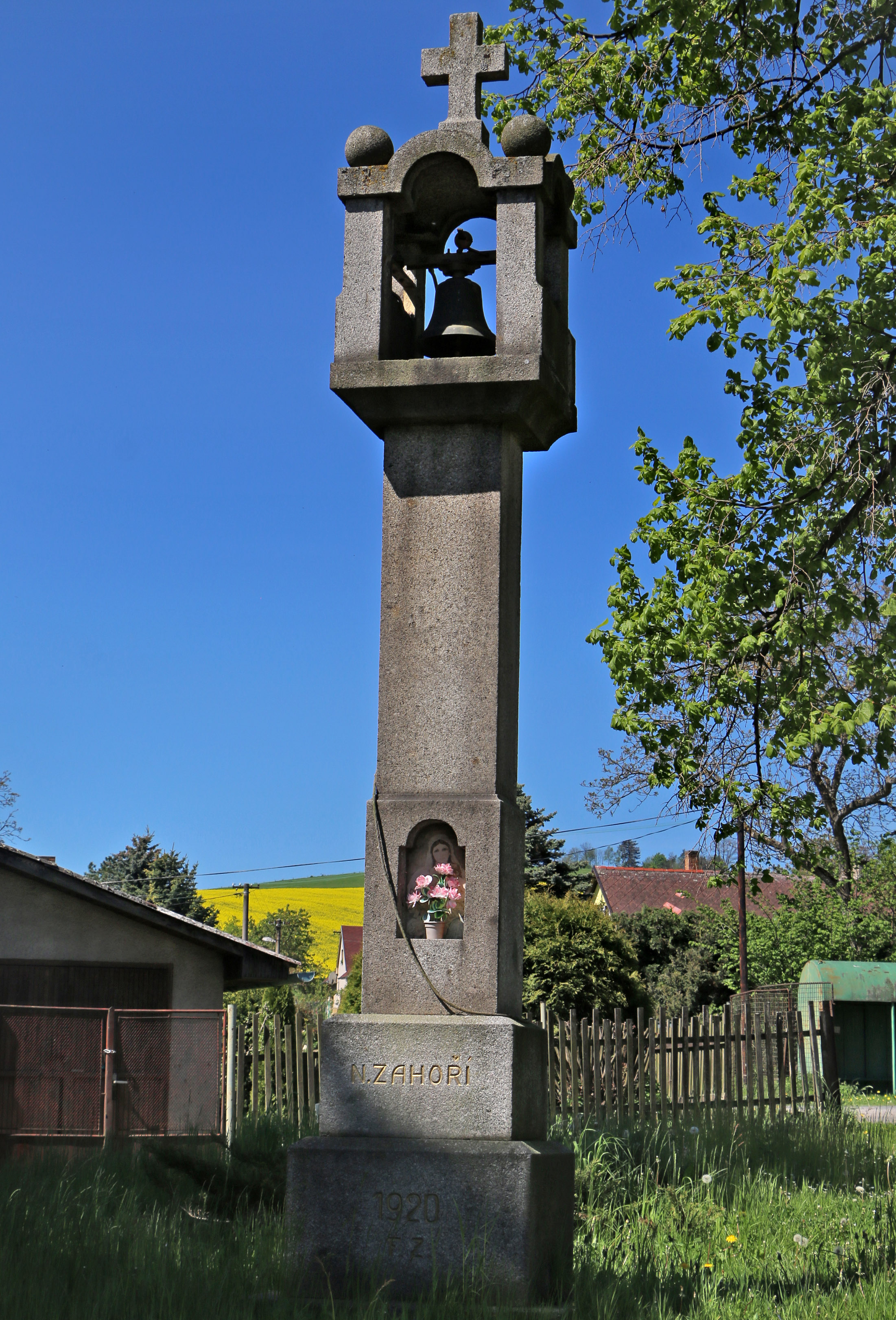
Monumentale klokkentoren (2017)